# Battle in Heaven
Battle in Heaven (deutscher Verleihtitel; Originaltitel: Batalla en el cielo) ist ein in Mexiko produzierter, mexikanisch-belgisch-französisch-deutscher Spielfilm des Regisseurs Carlos Reygadas aus dem Jahr 2005. Er enthält kontemplative, transzendierende Betrachtungen der Menschen und der Hauptstadt, aber auch sehr freizügige, umstrittene Sexdarstellungen. Der Film lief 2005 im Wettbewerb von Cannes, wo er kontrovers diskutiert wurde.

## Inhalt
Die oft rätselhafte Handlung spielt sich in Mexiko-Stadt ab. Der kleine, korpulente Mestize Marcos arbeitet als Chauffeur eines Generals der Armee, seine Frau verkauft auf der Straße Wecker und Gebäck. Nachdem die beiden mit einer Kindsentführung gescheitert sind, bei der das Kind ums Leben gekommen ist, wird Marcos von Gewissensbissen geplagt. Er sucht die junge, weiße Ana auf, die Tochter seines Chefs, die heimlich als Edelprostituierte in einem Bordell arbeitet; sie willigt ein, ihn zu bedienen. Er erwähnt ihr gegenüber das Verbrechen…
Marcos Frau möchte die Sache unter dem Deckel behalten und drängt ihren Mann, an einer Wallfahrt teilzunehmen. Zunächst steigt Marcos auf einen mit Kreuzen verzierten Gipfel über Mexiko-Stadt. Später sucht er Ana nochmals auf und ersticht sie. Schließlich begibt er sich als Büßer auf Knien in einer Prozession zur Basilika der Jungfrau von Guadalupe; dort erwartet ihn die Polizei.
Zu Beginn und am Ende wird ein Blow-Job in ungewohnter Freizügigkeit gezeigt, anfangs unverständlich, zum Ende als Vision der Liebe (des Träumers Marco) zu verstehen.

## Themen und Stil
Es gibt keine übliche Handlungsdramaturgie, die Motive der Figuren bleiben meistens unerklärt; zahlreiche unspektakuläre Nebenhandlungsstränge verbinden das Schöne und das Hässliche. Die Erzählung schweift öfter in langen Kameraeinstellungen ab, um weitere Winkel der Megalopolis Mexiko-Stadt zu zeigen. Sie wirke aber „nicht überbevölkert, sondern leer – das Nichts des Nihilismus frisst sich langsam ins Zentrum vor“, die Menschen seien Zombies. Regisseur und Autor Carlos Reygadas erklärte, Marcos versuche den Augenblick hinauszuzögern, in dem er sich mit sich selbst konfrontieren muss. Da Reygadas auf die Kriminalhandlung nicht weiter eingeht, kann Marcos Schuld als eine allgemein-menschliche, existenzielle erscheinen. Thematisch kreist das Werk um Transzendenz, Tod, Schuld und Hoffnung auf Erlösung in der Sexualität. Mehrfach kam der Vorwurf, dass die vielen Bedeutungen zur thematischen Beliebigkeit führten. Über Ana ist zu vernehmen, dass sie sich prostituiere, „um sich lebendig zu fühlen“, oder „aus Nächstenliebe“, „aus Langeweile“ oder „zum schlichten Zeitvertrieb“.
Reygadas nutzt die in Mexiko neu gewonnene Freiheit zur expliziten Darstellung von Sexualakten.
Gleich die erste Einstellung zeigt eine Fellatio, bei der die Kamera um den Kopf der Frau kreist und ein Umschnitt stattfindet, bevor das Gemächt des Mannes ins Bild rücken kann. Die Rezensentin der taz erkennt ein Spiel mit den Erwartungen: „Man denkt: Der schamhafte Schnitt will der Szene das Explizite nehmen, indem er den erigierten Schwanz verschluckt. Doch die Kamera fährt zurück, und jetzt sieht man aus der Nähe, wie der Mund der Frau den Schwanz verschluckt.“ Einmal ist auch ein Akt Marcos mit seiner nicht minder beleibten Ehefrau zu sehen, die ihn an „ästhetischer Unvorteilhaftigkeit“ noch übertreffe. Es wurde darauf hingewiesen, dass das Plakat mit der liegenden Ana nur einen Viertel der entsprechenden Einstellung im Film zeige; der untere Teil hätte nicht plakatiert werden können, und die rechte Hälfte – der nackte Marcos – hätte „das Produkt wohl unverkäuflich“ gemacht. Ein anderer Kommentar lautet, die Sexualität werde „derart lustlos praktiziert, dass sie in den Geruch der Nekrophilie zu kommen scheint.“
Die Hauptfiguren werden von Laiendarstellern gespielt, der Hauptdarsteller ist tatsächlich Fahrer des Vaters des Regisseurs. Ihre darstellerische Leistung ist von der Kritik schon als unbeholfen und bleiern bezeichnet worden, und Reygadas mute ihnen zu viel zu.

## Kritiken
Mehrere Besprechungen gestehen Reygadas ein großes stilistisches Talent und Einzigartigkeit zu, loben das unkonventionelle Erzählen, stören sich aber an den als unnötig empfundenen Sexszenen.
- Der Spiegel sieht eine „Verklärung irdischer Liebe durch himmlische Ikonografie und Musik – wer will, mag das spektakulär nennen, wer nicht, nenne es mystischen Sexualkitsch.“[9]
- Die Süddeutsche Zeitung findet nur Lob; zum Erzählstil meint sie: „Langsam und beharrlich ist die Bewegung dieses Films, manchmal schwerfällig, dann wieder unerhört leichtfüßig, und hypnotisch zieht sie uns mit.“ Dank großartiger Kameraarbeit und präziser Beobachtung der Menschen und der Stadt sei es „einer der aufregendsten Stadtfilme geworden, lehrreicher als viele Traktate zur Urbanistik und zur Zukunft der Städte.“[4]
- Auch Die Welt kommt zu einem positiven Urteil: „Ein ungewöhnlicher Film, einer, der verstört, aufrührt, aggressiv macht – aber durch seine visuelle Poesie fasziniert.“[8]
- Die taz findet, die enge Verknüpfung der Sexszenen mit religiösen Symbolen komme um Jahrzehnte zu spät: „Das ist radikal, keine Frage, zugleich wirkt es aber wie eine Geste aus einer anderen Zeit.“. Reygadas suche offensichtlich einen Skandal.[5]
- Die F.A.Z. bewertet Reygadas’ Arbeit als „bildwütig inszenierten und mit erhebender Musik ausgestatteten Kitsch.“[13]
- Die Frankfurter Rundschau fühlt sich in eine „einzigartigen“ Film hineingezogen, der Stil liege irgendwo zwischen Claire Denis und Christian Petzold. Das Thema liege in der „Suche nach Erlösung ohne Religion und nach Erhabenheit ohne Kultur.“ Das entschädige für die Zumutungen, die der Film bereitet.[12]
- Die Berliner Zeitung ist fasziniert: „Es gibt wohl nur wenige Regisseure im gegenwärtigen Weltkino, die ihr eigenes Universum so gottgleich beherrschen wie Carlos Reygadas;“ der Film sei „geprägt von einer überwältigenden, unwirklichen Schönheit, die sich perfekt in eine Ästhetik des Untergangs fügt.“[3]
- Die Presse sieht einen kalkulierten, auf Cannes zugeschnittenen Skandalversuch; trotz „bombastischer Bilder und ausgeklügelter Kamerafahrten“ sei der Film ganz unerotisch.[14]
- Die Neue Zürcher Zeitung entdeckt „Momente der Meisterschaft“ in jenen Szenen, in denen Reygadas die Transzendenz sucht. Angesichts der visuellen Kraft dieser Bilder stellt sie Sinn und Zweck der im Film auch enthaltenen, „ärgerlichen“ Sexszenen in Frage.[10]
- Der Filmdienst attestiert dem Film, durch „die Wucht seiner elegisch-kargen Bildsprache nachhaltig“ zu provozieren. Herausgehoben wird der „meisterhaft ausgeführte Kontrast zwischen religiösen Symbolen und den dokumentarischen Alltagsaufnahmen“ und der Film schließlich unter dem Prädikat „Sehenswert“ subsumiert.[2]